# Kozhla-Ava Chasma
Il Kozhla-Ava Chasma è una struttura geologica della superficie di Venere.